# شاي هودج
شاي هودج (بالإنجليزية: Shay Hodge)‏ هو لاعب كرة قدم أمريكية أمريكي، ولد في 18 أكتوبر 1987 في مورتون في الولايات المتحدة.

## وصلات خارجية
- شاي هودج على موقع مرجع كرة القدم المحترفة.كوم (الإنجليزية)